# Pamphiel Pareyn
Pamphiel Pareyn (* 26. Januar 1991 in Waregem) ist ein belgischer Duathlet und Triathlet.

## Werdegang
Pamphiel Pareyn startet seit 2019 als Profi-Triathlet.
Im Juli 2022 wurde der 30-Jährige in Lake Placid Dritter im Ironman USA.
Der 33-Jährige wird im August 2024 als Siebter geführt in der Rangliste der Ironman Pro Series – hinter dem Führenden, dem US-Amerikaner Matt Hanson.

## Sportliche Erfolge
| Datum/Jahr   | Platz | Wettbewerb                                | Austragungsort | Zeit     | Bemerkung               |
| ------------ | ----- | ----------------------------------------- | -------------- | -------- | ----------------------- |
| 6. Juli 2014 | 23    | 2014 BEL Triathlon National Championships | Kortrijk       | 02:15:42 | hinter Pieter Heemeryck |

| Datum/Jahr    | Platz | Wettbewerb                                                   | Austragungsort    | Zeit     | Bemerkung |
| ------------- | ----- | ------------------------------------------------------------ | ----------------- | -------- | --- |
| 18. Aug. 2024 | 29    | Ironman Germany                                              | Frankfurt am Main | 07:55:30 | Ironman European Championship; Raddistanz 177 km                                                                |
| 14. Juli 2024 | 10    | Ironman Vitoria-Gasteiz                                      | Vitoria-Gasteiz   | 08:00:02 | |
| 21. Nov. 2022 | 6     | Ironman Mexico                                               | Cozumel           | 07:58:59 | |
| 10. Sep. 2022 | 12    | ETU Challenge Long Distance Triathlon European Championships | Almere            | 08:21:30 | |
| 24. Juli 2022 | 3     | Ironman USA                                                  | Lake Placid       | 08:23:26 | hinter Pieter Heemeryck                                                                                         |
| 23. Apr. 2022 | 8     | Ironman Texas                                                | The Woodlands     | 08:20:26 | |
| 21. Nov. 2021 | 8     | Ironman Mexico                                               | Cozumel           | 07:53    | 39:48 min für die Schwimmdistanz; Zeit wird von der PTO wegen unzulässigen Wettkampfbedingungen nicht anerkannt |
| 8. Sep. 2019  | 36    | Ironman 70.3 World Championships                             | Nizza             | 04:18:04 | Zweiter in der Altersklasse 25–29 beim Ironman 70.3 Nizza                                                       |
| 16. Juni 2019 | 3     | BEL Middle Distance Triathlon National Championships         | Geraardsbergen    | 03:59:55 | hinter Pieter Heemeryck                                                                                         |
| 21. Sep. 2018 | 10    | Ironman 70.3 Nizza                                           | Nizza             | 04:30:35 | Zweiter in der Altersklasse 25–29                                                                               |
| 26. Aug. 2017 | 20    | Ironman 70.3 Vichy                                           | Vichy             | 04:07:54 | Zweiter in der Altersklasse 25–29                                                                               |

| Datum/Jahr | Rang | Wettbewerb | Austragungsort | Zeit | Bemerkung |
| ---------- | ---- | ---------- | -------------- | ---- | --------- |

(DNF – Did Not Finish)